# Mezzosangue su Venere
Mezzosangue su Venere (Half-Breed on Venus) è un racconto di fantascienza di Isaac Asimov pubblicato per la prima volta nel 1940, sul numero di dicembre della rivista Astonishing Stories. Il racconto inizia poco dopo gli eventi finali della precedente storia Mezzosangue. 

## Storia editoriale
Frederik Pohl, direttore della rivista Astonishing Stories, chiese ad Asimov di scrivere un seguito alla sua precedente storia sui tweenie intitolata Mezzosangue che aveva avuto un buon successo.
Asimov perciò trascorse i mesi di aprile e maggio 1940 a scrivere e presentò il seguito a Pohl il 3 giugno. 
Il racconto fu accettato il 14 dello stesso mese e poi pubblicato sul numero di dicembre 1940. 
Mezzosangue su Venere è stato il ventesimo racconto scritto da Asimov, il decimo pubblicato, il primo seguito di una storia precedente e la prima sua storia di copertina, vale a dire la prima storia ad ispirare con un disegno la copertina della rivista. Contando diecimila parole, è stata anche la storia più lunga che Asimov avesse pubblicato fino a quel momento. 
Nel commento nella raccolta Asimov Story (The Early Asimov), lo scrittore sostiene che il personaggio di Irene fu battezzato così dal nome di una sua compagna di studi di chimica presso la Columbia University per la quale aveva sviluppato una infatuazione.

## Trama
Le tre navi tweenie sono atterrate su Venere e più di un migliaio di Tweenie, guidati da Max Scanlon, sbarcano su di un altopiano. 
Mentre Max sta invecchiando, dà al suo figlio maggiore Arthur il compito di preparare l'insediamento sotterraneo dove i Tweenie vivranno, tenendoli fuori dalla vista dei coloni umani del pianeta.
Nel frattempo, il fratello minore di Arthur, Henry sta esplorando Venere insieme alla sua fidanzata Irene. 
I due trovano un lago nascosto all'interno di una foresta e vedono una grande creatura anfibia emergere da esso.
Gli anfibi si rivelano essere amichevoli, con grande perplessità di Max, dal momento che i primi rapporti degli esploratori umani indicavano invece che gli anfibi erano poco intelligenti e molto timidi.
Max si rende conto che il loro cervello è grande e ipotizza che possano essere intelligenti. 
I Tweenie presto si rendono conto che gli anfibi (o Phibs, come li chiama Henry) sono telepatici e imparano a comunicare con loro.
Alcuni mesi dopo, i Tweenie sono giunti a ad un punto dell'avanzamento dei lavori che consente loro di occupare la loro nuova città sotterranea sotto una montagna, quando un gruppo di coloni umani arriva dal lato opposto della montagna. I Tweenie si nascondono all'interno della loro città, mentre gli esseri umani stabiliscono una comunità agricola a poche miglia di distanza.
Un giorno, Irene e Henry sgattaiolano fuori dalla città tweenie per visitare i Phibs. Henry è in grado di comunicare il loro problema con gli umani e i Phibs suggeriscono una soluzione. 
Accompagnati da un gruppo di Phibs, Henry e Irene viaggiano per tre giorni verso le pianure di Venere. 
Lì, i Phibs usano le loro capacità telepatiche per prendere il controllo di tre grandi e pericolosi rettili carnivori a venti zampe chiamati Centosauri.
I due giovani Tweenies e i loro accompagnatori tornano al pianoro di notte proprio mentre comincia una tempesta. 
I coloni umani sono sorpresi nel sonno dal grido dei Centosauri e alla loro vista tutti fuggono terrorizzati.
Dopo che gli umani se ne sono andati, i rettili vanno a distruggere l'insediamento umano deserto. All'improvviso i Centosauri si liberano del controllo dei Phibs e cercano di attaccarli, ma Henry e Irene sono in grado di difendersi con le loro pistole a raggi di Tonite fino a quando molti Tweenie arrivano in loro aiuto e li finiscono.
Durante la lotta Irene cade in un fiume in piena ed Henry salta dopo di lei per raggiungerla poi i due sono salvati dal Phibs.
Quando Henry si riprende, suo padre si congratula con lui per la sua azione e per il suo coraggio. 
Con così tanti altri posti per stabilirsi su Venere, gli esseri umani è improbabile che tornino presto in un luogo che pensano sia infestato dai Centosauri.
Quando finalmente ritorneranno, i Tweenie saranno pronti per loro. 
La storia si conclude con Henry che propone a Irene di sposarlo.